# Hoplistopus penricei
Hoplistopus penricei là một loài bướm đêm thuộc họ Sphingidae. Nó được tìm thấy ở Kalahari, tây nam Africa và Angola.
Chiều dài cánh trước khoảng 24 mm. Thân và phía trên cánh trước màu xám khói và đồng nhất màu.